# Leciophysma furfurascens
Leciophysma furfurascens är en lavart som först beskrevs av William Nylander och som fick sitt nu gällande namn av Vilmos Kőfaragó-Gyelnik. 
Leciophysma furfurascens ingår i släktet Leciophysma och familjen Collemataceae. Arten är reproducerande i Sverige.